# Caterina Di Tonno
Caterina Di Tonno (Napoli, ...) è un soprano italiano.

## Biografia
Nata a Napoli, durante l'adolescenza si trasferisce con la famiglia a Pescara, dove si diploma presso il liceo classico D'Annunzio nell'anno scolastico 1992-1993. Intraprende lo studio del pianoforte e del violino e, successivamente, quello del canto, diplomandosi in canto sotto la guida di Maria Luisa Carboni al Conservatorio di Pescara; ha perfezionato in seguito la sua formazione con Shirley Verrett, Regina Resnik, Alfonso Antoniozzi e Mariella Devia.
Dopo diversi premi nazionali ed internazionali (“Di Stefano” di Trapani, “Bellini” di Caltanissetta, As.Li.Co.), nel 2007 vince il concorso “Toti Dal Monte” di Treviso per il ruolo di Despina nel Così fan tutte, dando il via alla sua carriera operistica, con predilezione per i ruoli brillanti e mozartiani.
A partire dal 2011 è al Teatro La Fenice di Venezia nella trilogia Mozart-Da Ponte, con la regia di Damiano Michieletto e la direzione di Antonello Manacorda, nei tre ruoli di Zerlina nel Don Giovanni, Susanna ne Le nozze di Figaro e Despina in Così fan tutte, ai quali è seguita Papagena nel Flauto magico nel 2015. Nel 2010 ha partecipato nel ruolo di Giovanna nel Rigoletto televisivo di Marco Bellocchio con Placido Domingo e la direzione di Zubin Mehta, sotto la cui bacchetta ha interpretato anche la Sacerdotessa in Aida al Maggio Musicale Fiorentino nel 2011. Tra gli altri ruoli Adina ne L’elisir d’amore (Mantova, 2006), Nannetta nel Falstaff (Circuito Lombardo, 2008), Berta ne Il barbiere di Siviglia (Napoli, 2008), Berenice ne L’occasione fa il ladro (Lugo, 2009), Serpina ne La serva padrona (Treviso, 2010), Olimpia ne La fuga in maschera di Spontini (Festival Jesi e Napoli, 2012-13), Clorinda in Cenerentola (San Carlo di Napoli, 2014), Valenciennes ne La vedova allegra (Cagliari, 2015). Ha interpretato il ruolo di Rubinetta nell'opera La grotta di Trofonio di Giovanni Paisiello per il Festival della Valle d’Itria e al Teatro di San Carlo di Napoli. Nel 2016 è Giannetta a Valencia ne L'elisir d’amore di Michieletto, Clorinda ne La Cenerentola di Rossini (Deutsche Oper am Rhein, Düsseldorf 2018) e al Teatro de la Monnaie di Bruxelles canta nella trilogia Mozart/Da Ponte sia come Despina che come Barbarina, in un allestimento di Clerarc-Delaueil. Nel 2021 e 2022 è ospite del festival Donizetti di Bergamo, nella Medea di Mayr e ne La Favorite, spettacolo vincitore del premio Abbiati 2022.
Ha partecipato a diverse produzioni cinematografiche, tra cui l'opera-film Gianni Schicchi, diretta da Damiano Michieletto.

## Repertorio
| Repertorio operistico |                                                                                             |           |
| Ruolo                 | Titolo                                                                                      | Autore    |
| Soprano               | Magnificat                                                                                  | Bach      |
| Adina Giannetta       | L'elisir d'amore                                                                            | Donizetti |
| Inès                  | La Favorite                                                                                 | Donizetti |
| Anna Kennedy          | Maria Stuarda                                                                               | Donizetti |
| Maddalena             | Linda di Chamounix                                                                          | Donizetti |
| Valenciennes          | La vedova allegra                                                                           | Lehár     |
| Premier ange          | Le jongleur de Notre-Dame                                                                   | Massenet  |
| Ismene                | Medea in Corinto                                                                            | Mayr      |
| Susanna Barbarina     | Le nozze di Figaro                                                                          | Mozart    |
| Zerlina               | Don Giovanni                                                                                | Mozart    |
| Despina Fiordiligi    | Così fan tutte                                                                              | Mozart    |
| Papagena              | Die Zauberflöte                                                                             | Mozart    |
| Zerlina               | Don Giovanni                                                                                | Mozart    |
| Soprano               | Messa in do minore                                                                          | Mozart    |
| Soprano               | Requiem                                                                                     | Mozart    |
| Rubinetta             | La grotta di Trofonio                                                                       | Paisiello |
| Serpina               | La serva padrona                                                                            | Pergolesi |
| Angelo                | Li prodigi della Divina Grazia nella conversione e morte di San Guglielmo, Duca D'Aquitania | Pergolesi |
| Due amanti            | Il Tabarro                                                                                  | Puccini   |
| Seconda conversa      | Suor Angelica                                                                               | Puccini   |
| Nella                 | Gianni Schicchi                                                                             | Puccini   |
| Una voce              | La rondine                                                                                  | Puccini   |
| Delia                 | Il viaggio a Reims                                                                          | Rossini   |
| Berenice              | L'occasione fa il ladro                                                                     | Rossini   |
| Berta                 | Il barbiere di Siviglia                                                                     | Rossini   |
| Clorinda              | La Cenerentola                                                                              | Rossini   |
| Soprano               | Le ultime ore del Redentore                                                                 | Spohr     |
| Olimpia               | La fuga in maschera                                                                         | Spontini  |
| Sacerdotessa          | Aida                                                                                        | Verdi     |
| Nannetta              | Falstaff                                                                                    | Verdi     |

## Discografia e videografia
| Anno | Titolo                                                                                                 | Ruolo     | Cast | Direttore         | Etichetta  |
| ---- | --- | --------- | --- | ----------------- | ---------- |
| 2016 | La grotta di Trofonio (Paisiello)                                                                      | Rubinetta | Benedetta Mazzucato (Dori), Matteo Mezzaro (Artemidoro), Domenico Colaianni (Don Gasperone), Angela Nisi (Eufalia), Daniela Mazzucato (Madama Bartolina), Roberto Scandiuzzi (Trofonio) & Giorgio Caoduro (Don Piastrone) | Giuseppe Grazioli | Dynamic    |
| 2020 | Li Prodigi della Divina Grazia nella Conversione e Morte di San Guglielmo Duca d'Aquitania (Pergolesi) | Angelo    | San Guglielmo (Monica Piccinini), Demonio (Mauro Borgioni), San Bernardo (Carla Nahadi Bebelegoto), Arsenio (Federica Carnevale), Cuosemo (Mario Sollazzo), Alberto (Arianna Manganello)                                  | Mario Sollazzo    | NovAntiqua |

## Filmografia
- Gianni Schicchi, regia di Damiano Michieletto (2021)